# گروه تی‌اکس
گروه تی‌اکس (انگلیسی: TX Group) شرکت رسانه‌ای سوئیسی است، که در سال ۱۸۹۳ تأسیس شد.